# Fahle Vieraugenbeutelratte
Die Fahle Vieraugenbeutelratte (Philander vossi) (Synonym: Philander pallidus) ist eine Beutelsäugerart aus der Familie der Beutelratten (Didelphidae). Sie kommt im äußersten Süden von Nordamerika und im nördlichen Mittelamerika auf der mexikanischen Halbinsel Yukatan, in den mexikanischen Bundesstaaten Tabasco, Vera Cruz, Oaxaca, Chiapas, Puebla und im Süden von Tamaulipas und in Belize, Guatemala und El Salvador vor.

## Beschreibung
Männchen der Fahlen Vieraugenbeutelratte erreichen eine Kopfrumpflänge von 24 bis 31,5 cm, haben einen 28 bis 31,5 langen Schwanz und erreichen eine Gesamtlänge von 51,7 bis 62,7 cm. Weibchen sind kleiner mit einer Gesamtlänge von 47,5 bis 55,8 cm, einer Kopfrumpflänge von 22 bis 26,5 cm und einem 24 bis 29,3 langen Schwanz. Die Schwanzlänge von Männchen und Weibchen erreicht damit 96 bis 119 % der Kopfrumpflänge. Der Schädel ist 6 bis 7,7 cm lang und 5,5 bis 6,9 cm breit und eine Zahnreihe im Oberkiefer hat eine Länge von 2,3 bis 2,7 cm. Ältere Männchen bekommen einen Scheitelkamm von 2 bis 3 mm Höhe.
| 5 | · | 1 | · | 3 | · | 4 | = 50 |
| 4 | · | 1 | · | 3 | · | 4 | = 50 |

Das Fell der Tiere variiert von grau bis schwärzlich, das Gesicht ist dabei dunkler und wie bei allen Vieraugenbeutelratten befinden sich ein Paar weißlicher Flecke oberhalb der Augen. Die Bauchseite und die Wangen sind weißlich, cremefarben oder gelblich. Das Haar ist relativ kurz. Die ersten 5 bis 8 cm des Schwanzes sind behaart und von der gleichen Farbe wie der Körper, der übrige Schwanz ist unbehaart und zweifarbig. Der körpernahe Abschnitt ist dunkel, der körperferne weißlich. Der weiße Bereich an der Schwanzspitze ist dabei größer als bei Dunklen Vieraugenbeutelratte (Philander melanurus), aus Panama und Kolumbien und Ecuador westlich der Anden, und Exemplare mit völlig schwarzen Schwänzen treten bei Philander vossi nicht auf. Verglichen mit der Dunklen Vieraugenbeutelratte ist das Fell der Fahlen Vieraugenbeutelratte in der Regel heller. Die Nacktschwanzbeutelratte ist graziler gebaut als die Fahlee Vieraugenbeutelratte, hat einen längeren Schwanz (mehr als 33 cm lang) und schlankere Gliedmaßen.

## Lebensweise
Die Fahle Vieraugenbeutelratte kommt in tropischen Regen- und Bergwäldern bis in Höhen von 1650 Metern vor. Die Tiere sind nachtaktiv, überwiegend einzelgängerisch und leben überwiegend auf dem Erdboden, können jedoch auch gut klettern und schwimmen. Im Siedlungsgebiet der Lacandonen gibt es im Durchschnitt ein Exemplar der Fahlen Vieraugenbeutelratte auf einer Fläche von zwei Hektar. Besonders häufig sind die Tiere in der Nähe von Gewässern oder in dichtem Unterholz. Ihr Nest bauen zwischen Palmenwurzeln, in hohlen, umgestürzten Baumstämmen oder auf Bäumen zwischen Astgabeln, für gewöhnlich in Höhen von 8 bis 10 Metern. Philander vossi ist ein Allesfresser und frisst Früchte, z. B. Sapoten, Samen und Nektar und jagt aktiv verschiedene Kleintiere, wie Frösche, Krabben und andere Krustentiere, vertilgt aber auch Aas. In Kotproben, die im Biosphärenreservat Montes Azules in Chiapas gesammelt wurden, fand man Überreste von Schaben, Blatthornkäfern, Zuckerkäfern, Taumelkäfern, Hautflüglern und Samen von Ameisenbäumen, Pfeffer und Feigen. Philander vossi vermehrt sich wahrscheinlich das ganze Jahr über. Weibchen mit Jungtieren wurden in Mexiko im März, April, Juni und Oktober beobachtet. In der Regel werden vier bis sieben Jungtiere geboren. Die maximale Lebensdauer bei in menschlicher Obhut gehaltenen Tieren beträgt 2 Jahre und vier Monate.

## Systematik
Die Art wurde im Jahr 1901 durch den US-amerikanischen Zoologen Joel Asaph Allen unter der Bezeichnung Metachirus fuscogriseus pallidus erstmals wissenschaftlich beschrieben und damit Metachirus fuscogriseus, heute ein Synonym von Philander melanurus, als Unterart zugeordnet. Später wurde sie als Unterart der Grauen Vieraugenbeutelratte (Philander opossum) geführt. Die Gattung Metachirus umfasst heute nur noch die drei Arten der Nacktschwanzbeutelratten. Bei einer im Januar 2018 veröffentlichten Revision der Gattung Philander wurde Philander pallidus als eigenständige Art eingesetzt, da ihre Typusexemplare einen von Philander melanurus und Philander opossum deutlich verschiedenen Haplotyp repräsentieren. 2020 wurde die Bezeichnung Philander pallidus durch den US-amerikanischen Mammalogen Alfred L. Gardner und seinen mexikanischen Kollegen Jose Ramirez-Pulido durch Philander vossi ersetzt, da Philander pallidus durch Philander laniger pallidus Thomas, 1899, heute ein Synonym von Caluromys derbianus pallidus (Thomas, 1899), präokkupiert war. Der neue Name wurde zu Ehren des US-amerikanischen Mammalogen Robert S. Voss vergeben, in Anerkennung seiner vorbildlichen Forschung zur Systematik amerikanischer Beuteltiere. Philander vossi und Philander melanurus sind Schwesterarten.

## Belege
1. 1 2 3 4  
Joel Asaph Allen: Descriptions of two new opposums of the genus Metachirus. (Metachirus fuscogriseus & pallidus). Bulletin of the American Museum of Natural History ; v. 14, article 15 PDF
2. 1 2 3  
Robert S. Voss, Juan F. Díaz-Nieto and Sharon A. Jansa. 2018. A Revision of Philander (Marsupialia: Didelphidae), Part 1: P. quica, P. canus, and A New Species from Amazonia. American Museum Novitates. Number 3891; 1–70. DOI: 10.1206/3891.1
3. 1 2 3 4 5  
Gerardo Ceballos: Mammals of Mexico. Johns Hopkins University Press, Januar 2014, ISBN 978-1421408439. Seite 80–81.
4. ↑  
Cleuton Lima Miranda, Mario da Silva Nunes, Arielli Fabrício Machado, Izeni Pires Farias, Fernando Heberson Menezes, Natalia Carneiro Ardente, Manoel Dos Santos-Filho, Yennie Katarina (2023). A new species of jupati, genus Metachirus Burmeister 1854 (Didelphimorphia, Didelphidae) for the Brazilian Amazon. Mammalia, doi: 10.1515/mammalia-2021-0176
5. ↑  Alfred L. Gardner & José Ramírez-Pulido (2020): Type localities of Mexican land mammals, with comments on taxonomy and nomenclature. Special Publications, Museum of Texas Tech University 73:1–134. PDF. S. 4.
6. ↑  
Robert S. Voss, Sharon A. Jansa: Opossums: An adaptive radiation of New World marsupials. Johns Hopkins University Press, Baltimore 2021, ISBN 978-1-4214-3979-2.